# Julius-Bernstein-Hypothese
Die Julius-Bernstein-Hypothese wurde 1868 von Julius Bernstein aufgestellt. Sie betrifft das elektrische Membranpotential und ist auch heute noch das Paradigma der vorherrschenden wissenschaftlichen Medizin. Zusammenfassend heißt es in der Julius-Bernstein-Hypothese, dass die Membrane der Neurone positiv geladene Ionen ins Zellinnere lassen, die negativ geladenen Teilchen dagegen in der extrazellulären Flüssigkeit bleiben.